# Florence (film)
Florence (Florence Foster Jenkins) è un film del 2016 diretto da Stephen Frears.
Il film racconta la storia vera della cantante lirica Florence Foster Jenkins, diventata nota per le sue scarse abilità canore. La protagonista della pellicola è Meryl Streep, affiancata da Hugh Grant, Simon Helberg, Nina Arianda e Rebecca Ferguson.

## Trama
New York, 1944. Florence Foster Jenkins è una ricca ereditiera con la passione per l'opera: finanzia spettacoli e artisti (tra cui Arturo Toscanini) e insieme al suo compagno St.Clair Bayfield, un attore shakespeariano fallito che le fa da agente, ha fondato il Club Verdi per riunire i cultori della lirica newyorkesi. La donna è estremamente gioviale e benvoluta da tutti, ma nasconde un segreto: da giovane ha contratto la sifilide dal suo primo marito, e convive da tempo con la malattia; per questo motivo lei e St.Claire hanno un matrimonio bianco e l'uomo, che vive separato da lei, ha una relazione con la giovane Kathleen. Ormai anziana, Florence decide di riprendere le lezioni di canto, pertanto assume Cosmé McMoon, un pianista che la accompagnerà nelle sue lezioni e nei concerti che terrà in seguito; il ragazzo accetta l'ingaggio, ma fa presto un'incredibile scoperta: Florence possiede una voce tremenda, è stonata e non ha la minima capacità di tenere il tempo, nonostante suo marito e il maestro di musica Carlo Edwards la illudano di essere una cantante formidabile.
Bayfield spiega a Cosmé di aver sempre assecondato il sogno di sua moglie di essere una cantante lirica, ben sapendo che ella non possiede alcuna bravura: l'uomo, vedendo la sua malattia peggiorare, teme che contrariarla la potrebbe portare a una delusione mortale. Per questo, con la complicità di Edwards e del pianista organizza un recital scegliendo personalmente tutti gli spettatori tra gli amici e i sostenitori di Florence: ciononostante, durante il concerto la donna si accorge che alcuni dei presenti faticano a trattenere le risate, per poi essere prontamente scacciati da Bayfield. Tuttavia lo spettacolo riceve ottime recensioni (finanziate da Bayfield) e Florence, incoraggiata, registra un disco da regalare ai membri del Club Verdi per Natale. Intanto entra in confidenza con Cosmé e gli rivela che anni prima Bayfield aveva riscosso un totale insuccesso come attore, ed era stata lei a nascondere a lui le critiche negative; inoltre la donna sa suonare molto bene il pianoforte e da piccola ha perfino cantato per il Presidente degli Stati Uniti d'America, ma a causa della malattia ha dovuto interrompere la sua carriera. Cosmé comprende dunque che dietro quella che sembra una beffa c'è in realtà una storia di grandi sentimenti reciproci, e che Florence non è poi così inetta come appare.
Diventati amici, Florence e Cosmé compongono insieme una canzone e la donna riesce a farla passare in radio: Bayfield, non essendo riuscito a fermarla, teme il peggio, ma in realtà gli ascoltatori gradiscono il brano ritenendolo una trovata comica. Sempre più entusiasta del proprio falso successo, Florence decide di organizzare un concerto di beneficenza alla Carnegie Hall, per poterne donare migliaia di biglietti ai soldati dell'esercito americano impegnati nella seconda guerra mondiale. Bayfield è completamente scioccato dalla notizia, poiché sa che stavolta sarà molto difficile nascondere a Florence il suo insuccesso; il suo nervosismo causa la rottura con Kathleen, che comprende quanto l'uomo tenga ancora a sua moglie. Anche Cosmé, pur eccitato dall'opportunità di suonare alla Carnegie Hall, è molto preoccupato di come potrà andare il concerto, ma Bayfield convince il pianista ad aiutare quella che ormai è una sua grande amica.
Arriva il giorno del concerto, al quale prendono parte moltissimi soldati, gli amici del Club Verdi e perfino celebrità del calibro di Cole Porter e Tallulah Bankhead. Florence è molto nervosa e sta per rinunciare a esibirsi, ma Cosmé riesce a convincerla a non mollare: in segno di gratitudine, Florence include Cosmé nel suo testamento in qualità di suo erede. Inizia l'esibizione e i soldati, divertiti dall'incompetenza della donna, ridono e schiamazzano, ma gli amici di Florence riescono a portare la calma in platea e il concerto si conclude con un'ovazione. Tuttavia Earl Wilson, giornalista del New York Post, va via sdegnato e, quando Bayfield cerca di corromperlo, rifiuta la mazzetta e dice che l'indomani scriverà una pessima recensione dello spettacolo, che lui ritiene un oltraggio alla musica.
Il giorno dopo Bayfield e Cosmé tentano di comprare ogni singola copia del Post in tutto il quartiere per gettarle via prima che Florence lo possa leggere; tuttavia la donna incontra per caso dei soldati che hanno partecipato al concerto, che si complimentano per il suo "talento comico" e accennano alla recensione negativa: insospettita, recupera una copia del giornale in un cestino dell'immondizia e, dopo aver letto la critica, comprende che tutti hanno sempre riso alle sue spalle, e ciò le causa un collasso. Le sue condizioni peggiorano rapidamente e, in punto di morte, vede sé stessa sul palco della Carnegie Hall mentre canta con una voce straordinaria. Poco prima di spirare, finalmente rasserenatasi, Florence dice a Bayfield e Cosmé che, sebbene le persone possano dire che lei non sa cantare, nessuno potrà mai dire che non ha cantato.

## Distribuzione
Il film è stato distribuito nelle sale cinematografiche britanniche il 6 maggio 2016, mentre in Italia è stato distribuito da Lucky Red dal 22 dicembre 2016.

## Accoglienza

### Incassi
Il film ha incassato 6601313 $ nel primo weekend di proiezione in America del Nord; al termine delle proiezioni ha incassato 27 370 961 $.

## Riconoscimenti
- 2017 – Premio Oscar
  - Candidatura per la migliore attrice a Meryl Streep
  - Candidatura per i migliori costumi a Consolata Boyle
- 2017 – Golden Globe
  - Candidatura per il miglior film commedia o musicale
  - Candidatura per la migliore attrice in un film commedia o musicale a Meryl Streep
  - Candidatura per il migliore attore in un film commedia o musicale a Hugh Grant
  - Candidatura per il migliore attore non protagonista a Simon Helberg
- 2017 – Premio BAFTA
  - Miglior trucco e acconciatura a J. Roy Helland e Daniel Phillips
  - Candidatura per la miglior attrice protagonista a Meryl Streep
  - Candidatura per il miglior attore non protagonista a Hugh Grant
  - Candidatura per i migliori costumi a Consolata Boyle
- 2017 – Satellite Award
  - Candidatura per la miglior attrice a Meryl Streep
  - Candidatura per il miglior attore non protagonista a Hugh Grant
- 2017 – Screen Actors Guild Award
  - Candidatura per la miglior attrice protagonista a Meryl Streep
  - Candidatura per il miglior attore non protagonista a Hugh Grant
- 2016 – Critics' Choice Award
  - Miglior attrice in una commedia a Meryl Streep
  - Candidatura per i migliori costumi a Consolata Boyle
  - Candidatura per il miglior attore in una commedia a Hugh Grant